# Хямеэнлинна
Хя́меэнли́нна (фин. Hämeenlinna, швед. Tavastehus, Та́вастегу́с) — город и муниципалитет в Финляндии в провинции Канта-Хяме в губернии Южная Финляндия. Является административным центром губернии и субпровинции Хямеэнлинна. Расположен у озера Ванаявеси. Площадь муниципалитета — 185,1 км², из которых 19,1 км² приходится на близлежащее озеро.
Согласно решению Государственного Совета 1 января 2009 года к муниципалитету были присоединены Хаухо, Калвола, Ламми, Ренко и Туулос (Расширение муниципалитета Хямеэнлинна в 2009 году).

## История
Город сначала возник как поселение около основанного шведским ярлом Биргером в 1249 году замка Кроноборг или Тавастборг (замок сохранился, в XIX веке был превращён в тюрьму для женщин). Это поселение получило права города в 1639 году по предложению генерал-губернатора Пера Браге. В 1776 году был перенесён на более просторное место, где и расположен теперь. В окрестностях много красивых мест (долина Ауланко с озером, защищённым от ветров).
В 1862 году Хямеэнлинна был связан с городом Хельсинки железнодорожной линией. Эта была первая железная дорога, проложенная в Финляндии.
В XIX веке — губернский город Тавастгусской губернии, живописно расположенный на берегу озера Ванаявеси. Жителей в 1897 г. было 5436 человек, преимущественно финнов. Финский реальный лицей (казённый), 2 фин. и 1 швед. частн. жен. гимназии с приготовительными школами для детей обоего пола, 1 высшее и 1 низшее ремесленное училища; во всех этих заведениях было в 1897—1898 гг. 494 ученика (277 мал. и 217 дев.). Народные и вечерние школы имели в том же году 459 учеников (210 мальчиков и 249 девочек).
Промышленность незначительна: в 1896 году насчитывалось всего 68 завед., с 429 рабоч. и производством в 1 269 928 фин. мар., при 4 паров. двигателях в 57 лошад. сил. Торговля невелика: более значителен ввоз; вывоз в империю (масла, раков и т. п.) имеет малую ценность. Со времени соединения железной дорогой с империей имеет особую таможню, доходы которой в 1898 году равнялись 208 094 фин. марок. Городские доходы в 1898 году равнялись 266 551 фин. марок, расходы — 182 704 фин. мар. Городские имущества оценивались в 889 274 фин. мар., долг — 41 602 фин. марок. Общественной помощью пользовались в 1898 году 101 человек, то есть 1,8 % жителей.
Хямеэнлинна является родиной композитора Яна Сибелиуса. Много выдающихся финнов являлись выпускниками учебных заведений этого города. Также из этого города происходит популярная фолк-метал группа Turisas. 
К 2015 году запланировано строительство большого парка для проведения различных мероприятий вместимостью до 100 тысяч человек.

## География
Озёра: Суолиярви и др.
| С-З | Тампере ~ 76 км              | Ювяскюля ~ 184 км Сейняйоки ~ 246 км Оулу ~ 522 км | Миккели ~ 197 км Куопио ~ 321 км | С-В |
| З   |                              | Роза ветров                                        | Лахти ~ 74 км                    | В   |
| Ю-З | Сало ~ 110 км Турку ~ 143 км | Хельсинки ~ 101 км                                 | Котка ~ 181 км                   | Ю-В |

## Население
По состоянию на 1 января 2006 года население города составляло 47,3 тыс. чел. (15-е по величине в Финляндии).

## Административно-территориальное деление

Карта субпровинции Хямеэнлинна:
Хямеэнлинна
Хаттула
Янаккала

До объединения с пятью соседними муниципалитетами (до 01.01.2009) Хямеэнлинна официально подразделялась на 41 район.
| - Keskusta — Linnanniemi - Keskusta — Koilliskulma - Keskusta — Hämeensaari - Keskusta — Saaristenmäki - Keinusaari - Sairio - Myllymäki - Kauriala - Ahvenisto (Poltinaho) - Pullerinmäki (Tiiriö, Viisari, Rinkelinmäki) - Ojoinen | - Puistonmäki (Hakalanniemi) - Kirstula - Aulanko - Hätilä (Asemantaka) - Idänpää (Laaniitty) - Katinen - Katumajärvi - Kantola - Kankaantausta (Visamäki) / Kankaantaka - Miemala - Hattelmala | - Munakas - Luolaja - Voutila (Lakee, Jukola) - Loimalahti (Hirsimäki) - Majalahti - Vuorentaka (Lakee, Kurala) - Tiirinkoski - Pikku-Parola - Luhtiala - Ruununmylly (Kukostensyrjä, Papinniitty, Aulangontorpan alue) - Taka-Hätilä | - Hangasmäki - Kankainen - Mäskälä (Harvoilanmäki) - Kappola - Hakumäki - Vanaja - Käikälä (Tarvasmäki) - Harviala |

Деревни бывшей кунты Хаухо: Aikkola, Ajoranta, Alvettula, Apoo, Eteläinen, Hahkiala, Hakkala, Hankala, Hauhontausta, Heinäkangas, Hyvikkälä, Hyömäki, Ilmoila, Joki (Jokioinen), Juntula, Kalaila, Keso, Kirkonkylä, Kokkala, Kokkila, Kukkola, Kyttälä, Lautsia, Lehdesmäki, Lehtelä, Matkantaka, Miehoila, Mustila, Okerla, Pappila, Porras, Porsoo, Rukkoila, Saha, Sappee, Sotjala, Torvoila, Tuittula, Tuulimylly, Uusikylä, Vihavuosi Архивная копия от 6 июля 2007 на Wayback Machine, Villantila, Vitsiälä, Vuolijoki.
Деревни бывшей кунты Калвола: Ahlajärvi, Heinu, Hietajärvi, Hitumaa, Iittala, Kanajärvi, Kankaanpää, Kautio, Keikkala (Kalvolan entinen keskusta), Kotkajärvi, Kutila, Kutinen, Kuurila, Könnölä, Lintumaa, Niemi, Ohtinen, Ojajärvi, Orjanhirsi, Paakkonen, Sauvala, Saviniemi, Sittala, Sääksniemi, Taljala, Turkinmäki, Unonen, Rimmilä, Pirttikoski
Деревни бывшей кунты Ламми: Arrankorpi, Evo, Hauhiala, Hietoinen (Mommila), Iso-Evo, Jahkola, Kataloinen, Kostila, Kuurikka, Kättärlä, Lampelto, Lieso, Montola, Mulkoila, Niipala, Oinen, Onnenvuori, Paakkola, Pakkasela, Palonen, Parikkala, Perinkää, Pienistö, Porraskoski, Rantonen, Riikonen, Ronni, Sankola, Syrjäntausta, Takaperä, Tanttila, Tommala, Vilkkilä, Vähä-Evo, Ylänne, Ylännäinen
Деревни бывшей кунты Ренко: Ahoinen, Asemi, Kaloinen, Kuittila, Lietsa, Muurila, Nevilä, Oinaala, Uusikylä, Vaimare, Vehmainen, Nummenkylä
Деревни бывшей кунты Туулос: Juttila, Karutta, Lakkola, Pohjoinen, Sairiala, Sydänmaa, Syrjäntaka, Teuro, Toivaala
Из всех муниципалитетов Финляндии Хямеэнлинна вторая по количеству летних коттеджей. В начале 2009 года их было заявлено 7600.

## Достопримечательности
Крепость Хяме — главная достопримечательность города. Это самое популярное место посещения туристов в Хямеэнлинне, а также она является конечной точкой Воловьей дороги внутри страны. На территории крепости находятся несколько музеев:
- исторический музей города Хямеэнлинна
- артиллерийский музей Финляндии. Среди его экспонатов много орудий российского производства: 6-дюймовая осадная пушка образца 1877 года, 6-дюймовая осадная пушка образца 1904 года, 42-линейная пушка образца 1877 года, 87-мм полевая лёгкая пушка образца 1877 года и другие.
- тюремный музей.

На территории крепости ежегодно проводится средневековая ярмарка, отмечается праздник Иванова дня, устраивается крепость-джаз и многочисленные другие события в культурной жизни города.
- Дом-музей Яна Сибелиуса.
- Художественный музей города Хямеэнлинна.
- Замок Ауланко — гранитный замок на месте старинного городища.
- Башня Ауланко — каменная смотровая башня, откуда открываются живописные виды на окрестности города.

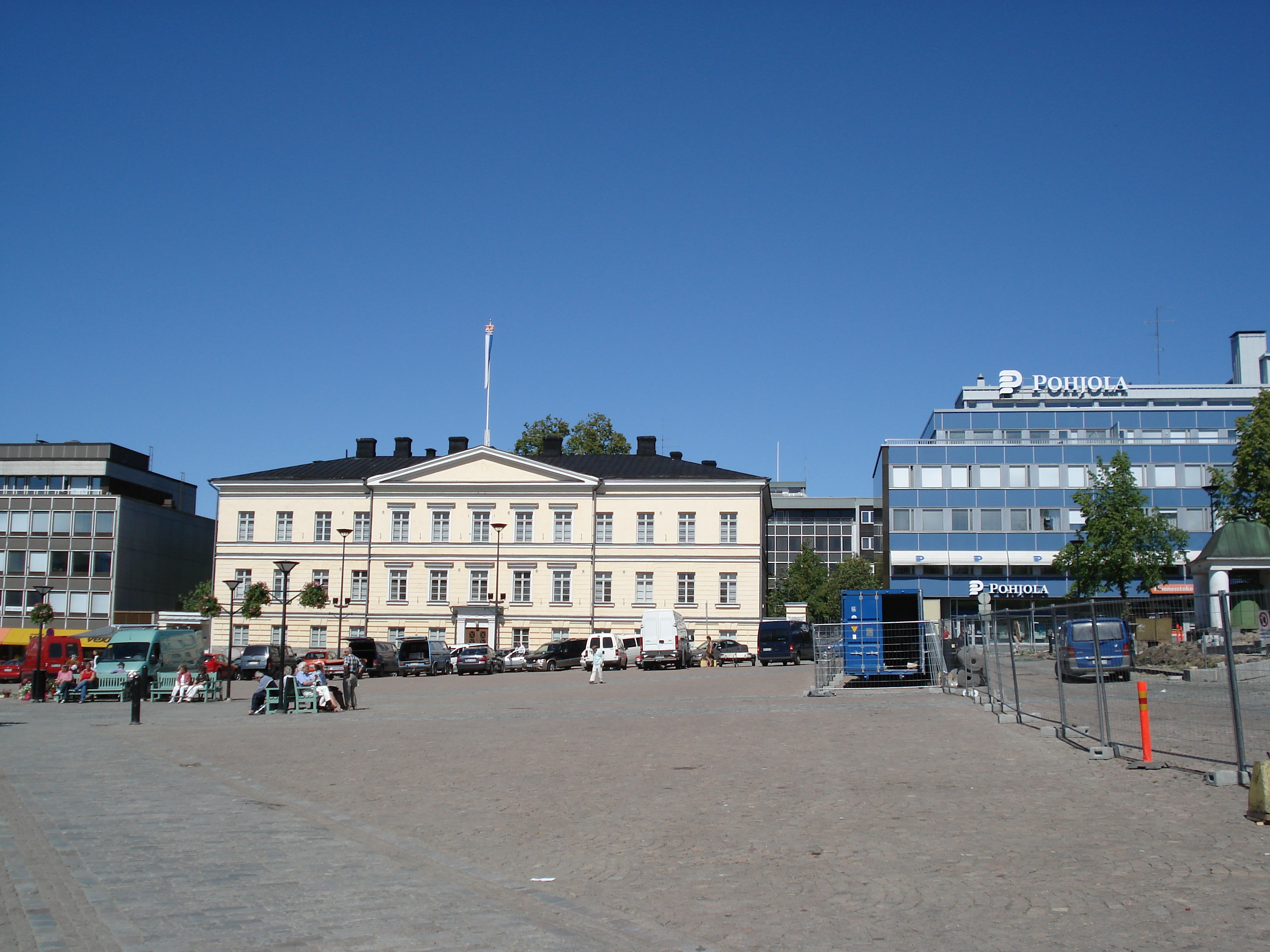
Рыночная площадь в центре города
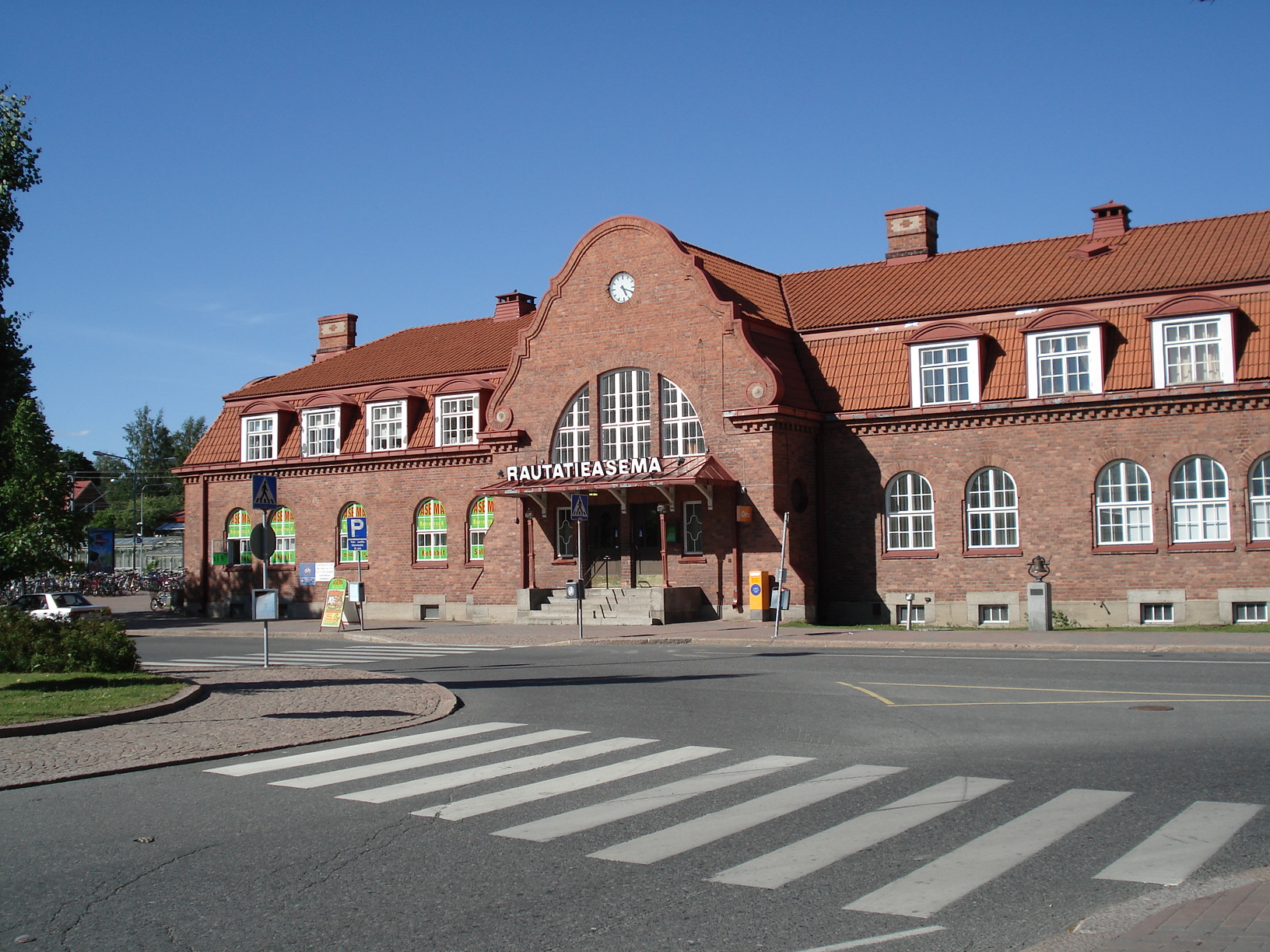
Железнодорожная станция (вокзал)
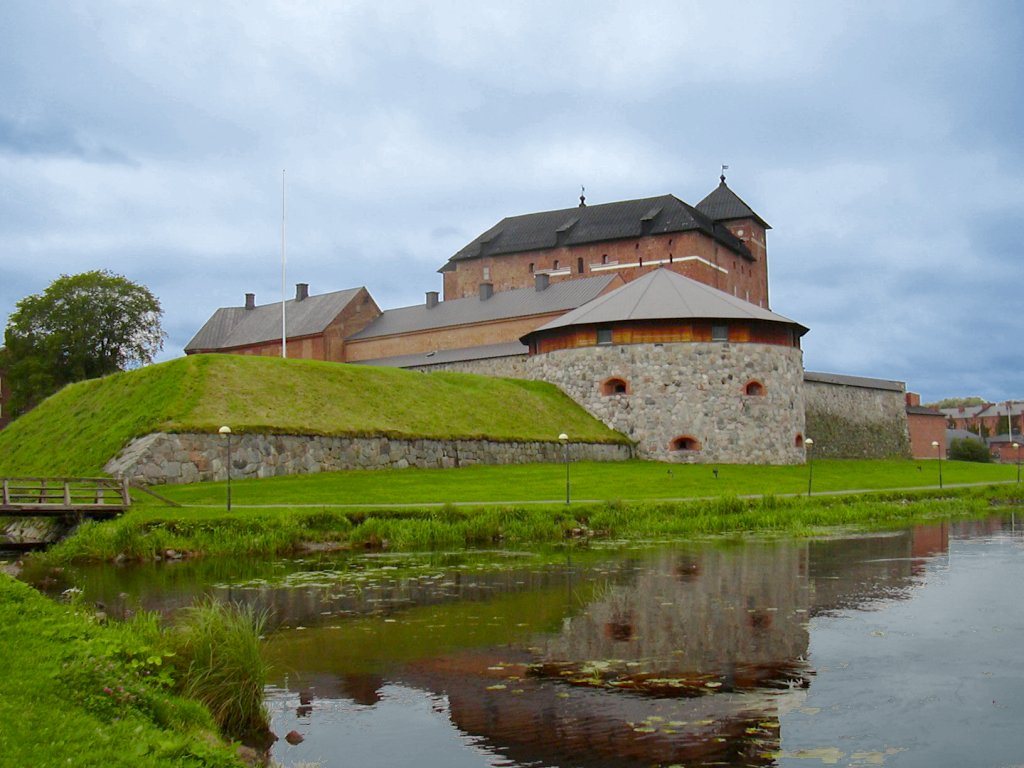
Крепость Хяме
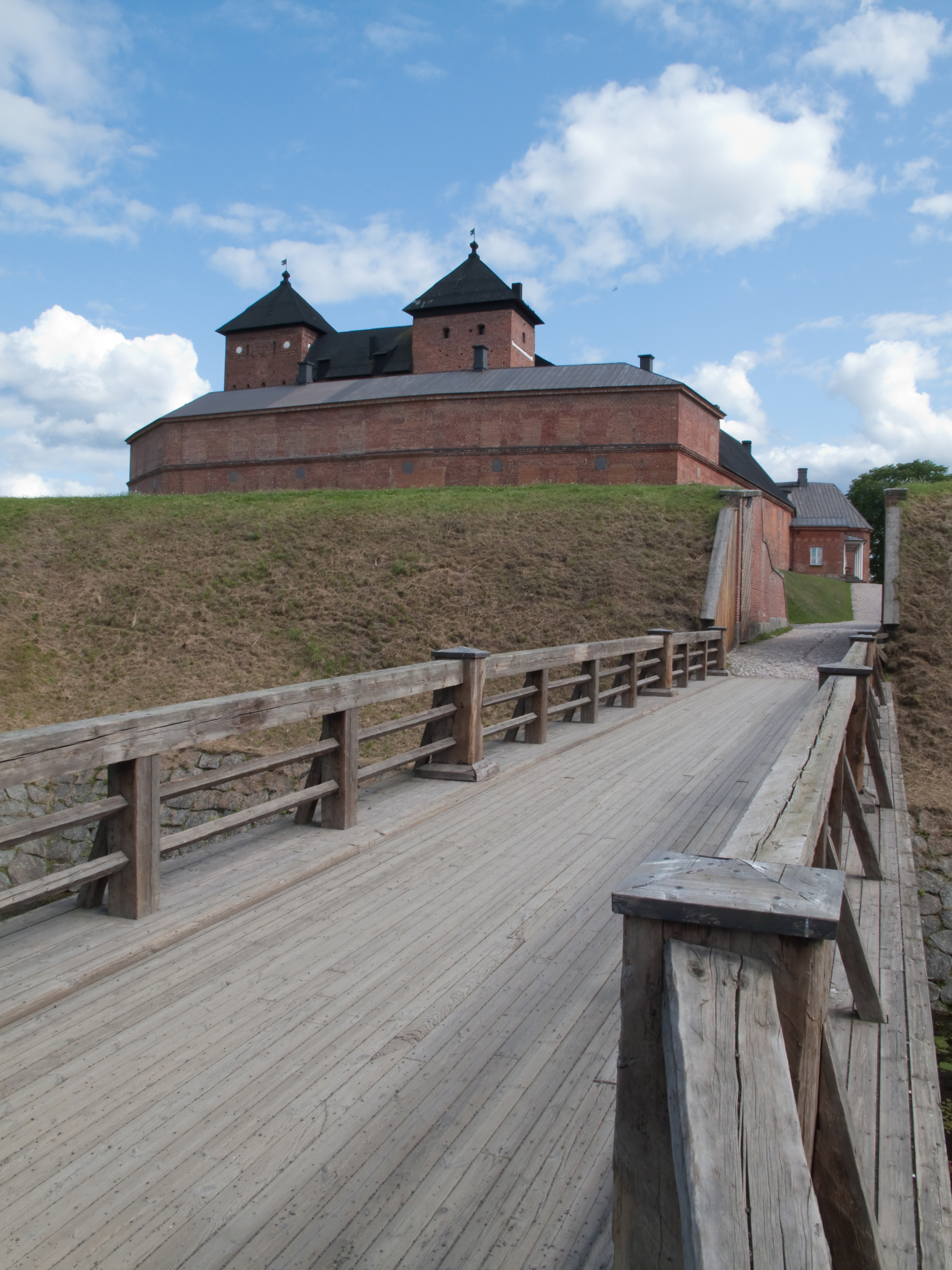
Крепость Хяме

## Спорт
- хоккейный клуб ХПК — один из ведущих в Финляндии, чемпион страны 2006 и 2019 годов
- Хямеэнлинна (футбольный клуб)
- в городе проходили соревнования по современному пятиборью в рамках летних Олимпийских игр 1952 года
- в городе есть трек для мотогонок Ahvenisto, на котором часто проводятся соревнования